# Coelotes hexommatus
Coelotes hexommatus är en spindelart som först beskrevs av Komatsu 1957.  Coelotes hexommatus ingår i släktet Coelotes och familjen mörkerspindlar. Inga underarter finns listade i Catalogue of Life.